# محمد عبد الله الحمادي (لاعب كرة قدم إماراتي)
محمد عبد الله الحمادي (مواليد 20 يناير 1995) لاعب كرة قدم إماراتي سابق يجيد اللعب في الدفاع مع نادي الظفرة في دوري الخليج العربي الإماراتي.
لعب سابقاً في نادي الجزيرة و في عام 2017 إنتقل إلى نادي الظفرة.
في يوم الجمعة الموافق 19 يوليو 2018، توفي محمد الحمادي أثر حادث مروري مروع.